# 불타는 바다
《불타는 바다》는 KBS에서 1984년 2월 16일부터 1984년 2월 17일까지 방영된 특집드라마로, 해외에 진출한 한국기업과 근로자들의 이야기를 그린 현장 드라마이다.
이 드라마는 중동의 바레인과 태국, 말레이시아 등 현지에서 촬영하였으며, 주인공 송승환은 촬영이 끝난 후 영화 촬영차 유럽으로 떠나 후시 녹음할 때 성우가 대신 녹음했다.

## 줄거리
열사의 나라 바레인으로 가면 많은 돈을 벌수 있다는 기대감으로 젊은이들이 그곳으로 떠난다. 하지만 그곳에서 기다리는 건 무한한 인내심과 끝없는 투지로 나가야 할 뜨거운 사막과 힘든 노동뿐이다.

## 등장 인물
- 문오장
- 주현
- 한진희
- 김세윤
- 정해창
- 이경진
- 김영철
- 송승환
- 조남경
- 허진
- 권미혜
- 이현두
- 김봉근
- 맹호림
- 서상익
- 노주현
- 임병기
- 기정수
- 곽경환
- 김인문
- 박정웅
- 안영주
- 남윤정
- 최란
- 박승규
- 장기용
- 최우백
- 이일웅
- 문창길
- 채수영
- 오중훈
- 박시영
- 최동균
- 최용호
- 이춘식
- 안광진
- 장순국
- 박현정
- 유선애
- 권재희
- 김은선
- 데니스 크리스틴
- 토마스 듀터

## 참고 사항
- TV유치원에서 하나언니 역을 맡은 유선애의 데뷔작이기도 하다.

## 수상
- 1981년 제17회 백상예술대상 작품상